# Arcadia (albedo)
Arcadia és una característica d'albedo a la superfície de Mart, localitzada amb el sistema de coordenades planetocèntriques a 44.66 ° latitud N i 260 ° longitud E. El nom va ser aprovat per la UAI l'any 1958 i fa referència a l'Arcàdia, regió central del Peloponès.